# Roca León Dormido
Roca León Dormido  también conocido alternativamente como Roca Kicker, o bien por su nombre en inglés de «Kicker Rock» es una isla deshabitada de unas 5 hectáreas de superficie (0,05 kilómetros cuadrados) situada en las Islas Galápagos en Ecuador.
Se trata de una formación rocosa o cono erosionado de toba volcánica situado fuera de la isla de San Cristóbal que se encuentra al sureste del grupo. Es un refugio para muchas aves marinas como piqueros de patas azules y faetones, así como para los lobos marinos. Las aguas alrededor de la roca son el hogar de numerosas especies de peces, tortugas marinas, rayas y tiburones martillo. Alcanza un máximo de 114 metros de altura.